# ゴールデン・ジガ賞
ゴールデン・ジガ賞（ウクライナ語: Золота дзиґа、英語：Golden Dzyga）は、ウクライナにおける映画賞。ウクライナ映画アカデミーによって2017年に設立され、初回は2017年4月に授与された。名称の「ジガ」はウクライナ語で「独楽」の意であると共に、独創的で先鋭的なソ連の映画監督ジガ・ヴェルトフにちなんでいる。

## 概要
前年1月から12月に公開された映画が対象。第1回対象は54作品（長編12作品、短編15作品、ドキュメンタリー19作品、アニメ8作品）であった。非商業スクリーニングによってアカデミー会員により評価される。

## 賞
ゴールデン・ジガ賞は2020年現在、下記の22の賞が授与される。
- 最優秀作品賞
- 最優秀監督賞 (Yuri Ilyenko award),
- 主演男優賞
- 助演男優賞
- 主演女優賞
- 助演女優賞
- 撮影監督賞
- 脚本賞
- 美術賞
- 作曲賞
- ドキュメンタリー映画賞
- アニメ映画賞
- 短編映画賞
- メイクアップアーティスト賞[7]
- 衣装デザイナー賞[7]
- 音響監督賞[8]
- 主題歌賞[9]
- 視覚効果賞
- 編集賞
- ディスカバリー賞
- ウクライナ映画貢献賞
- 観客賞[10][11][12]